# Lacul Brateș (sit SPA)
Lacul Brateș este o zonă protejată (arie de protecție specială avifaunistică - SPA) situată în estul României, pe teritoriile județelor Galați (99%) și Tulcea (1%).

## Localizare
Aria naturală se află în extremitatea sud-estică a județului Galați, pe teritoriile administrative ale comunelor Tulucești și Vânători și pe cel al municipiului Galați și în cea nord-vestică a județului Tulcea, pe teritoriul administrativ al comunei Grindu. Situl este străbătut de drumul european E87, care leagă Galațiul de satul Giurgiulești, Cahul..

## Înființare
„Lacul Brateș” a fost declarat arie de protecție specială avifaunistică prin Hotărârea  de Guvern nr. 971 din 5 octombrie 2011 (pentru modificarea și completarea Hotărârii Guvernului nr. 1.284/2007 privind declararea ariilor de protecție specială avifaunistică ca parte integrantă a rețelei ecologice europene Natura 2000 în România) și se întinde pe o suprafață de 15.878,9 ha. Acesta se suprapune cu ariilor protejate: Delta Dunării (rezervație a biosferei) și Parcului Natural Lunca Joasă a Prutului Inferior și include rezervația naturală Ostrovul Prut.

## Biodiversitate
Aria protejată reprezintă un zonă naturală, încadrată în bioregiunea geografică stepică a bazinului inferior al Prutului, ce cuprinde terenuri agricole, ape stătătoare (Lacul Brateș), mlaștini și păduri de luncă. Situl deține trei tipuri de habitate naturale: Ape dulci continentale (stătătoare și curgătoare), Culturi cerealiere extensive (inclusiv culturi de rotație cu dezmiriștire) și Păduri caducifoliate (amestec de salcie albă indigenă cu plop alb și plop negru); ce adăpostesc și asigură condiții prielnice de hrană și adăpost pentru o gamă diversă de păsări migratoare (aflate în pasaj înspre și dinspre Delta Dunării) sau sedentare, dintre care unele protejate la nivel european sau aflate pe lista roșie a IUCN.
La baza desemnării sitului se află mai multe specii avifaunistice enumerate în anexa I-a a Directivei Consiliului European 147/CE din 30 noiembrie 2009 și Directiva 79/409/CEE din 2 aprilie 1979 (privind conservarea păsărilor sălbatice); printre care: pelicanul comun (Pelecanus onocrotalus), chirighiță-cu-obraz-alb (Chlidonias hybridus), chirighiță neagră (Chlidonias niger), vânturelul de seară (Falco vespertinus), gâscă cu gât roșu (Branta ruficollis), gârliță mare (Anser albifrons), rață fluierătoare (Anas penelope), rață mică (Anas crecca), rață mare (Anas platyrhynchos), lișiță (Fulica atra), egretă mare (Egretta alba), stârc cenușiu (Ardea cinerea), stârc roșu (Ardea purpurea), erete de stuf (Circus aeruginosus), pescăruș râzător (Larus ridibundus), pescăruș argintiu (Larus cachinnans) și ciocănitoare pestriță mică (Dendrocopos minor).

## Căi de acces
- Drumul național DN26 pe ruta Galați - Vânători.[12]
- Drumul european E87 pe ruta Galați - Giurgiulești, Cahul (Republica Moldova), după 5 km. se ajunge în sit.